# Holzschuppen (Loheland)

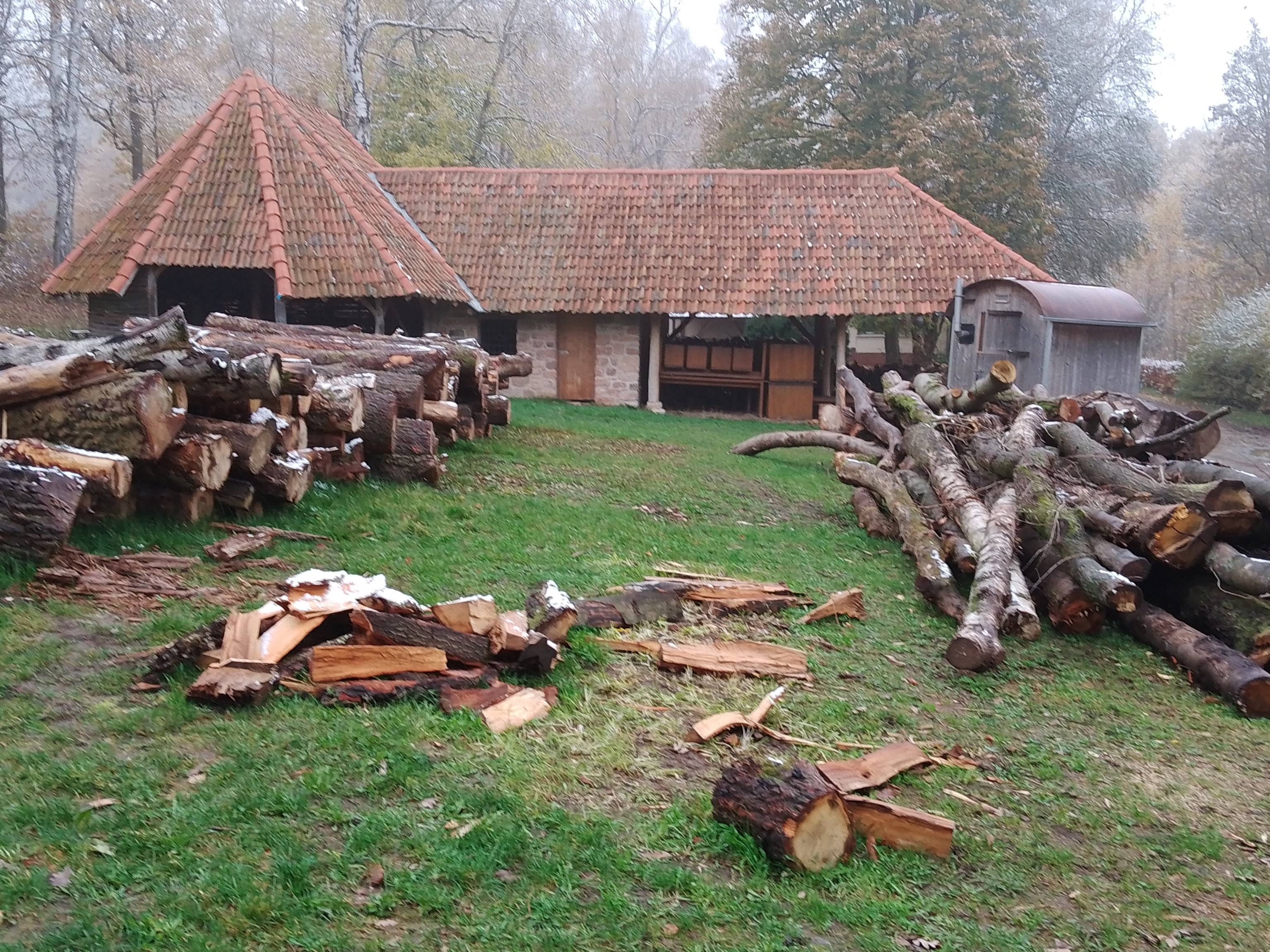
Holzschuppen mit Hühnerstall und Wagenhalle im November 2022

Der Holzschuppen mit Hühnerstall und Wagenhalle in der ehemaligen Frauen-Siedlung Loheland bei Fulda ist ein hessisches Kulturdenkmal im Bereich der Gesamtanlage Loheland.

## Lage
Das Gebäude gehört zur Gemeinde Künzell bei Fulda. Die Streusiedlung Loheland liegt auf den Gemarkungen der Ortsteile Dirlos und Pilgerzell. Der Holzschuppen mit Hühnerstall und Wagenhalle bildet gemeinsam mit dem 1919 errichteten Holzhaus und dem nicht erhaltenen sogenannten „Kavaliersbau“ die Keimzelle für weitere Wohn- und Arbeitsbauten. Sie wurden an diesem Ort, getrennt von den Unterrichtsräumen und getrennt vom Veranstaltungsbereich, für die Frauensiedlung nach und nach errichtet.

## Geschichte
Der Fuldaer Architekt Hermann Mahr errichtete im Jahre 1923 im Auftrag von Louise Langgaard ein besonders gestaltetes Zweckgebäude. Es diente als Holzlager, Hühnerstall und Unterstellbereich für Fuhrwerke. Zuerst war der Holzschuppen rund geplant, er wurde jedoch bei der Ausführung auf ovalen Grundriss umgesetzt. Später wurde das Gebäude auch als Backhaus und als Schmiede genutzt. Das Gebäude wurde in den Jahren 2017 und 2018 denkmalgerecht restauriert. Die Loheland Schreinerei sowie Schülerinnen und Schüler führten Eigenleistungen aus. Die Maßnahmen wurden durch das Hessische Ministerium für Wissenschaft und Kunst finanziell unterstützt.
Der offene Bau wird inzwischen als multifunktionaler Lernort der Rudolf-Steiner-Schule in Loheland genutzt.

## Beschreibung

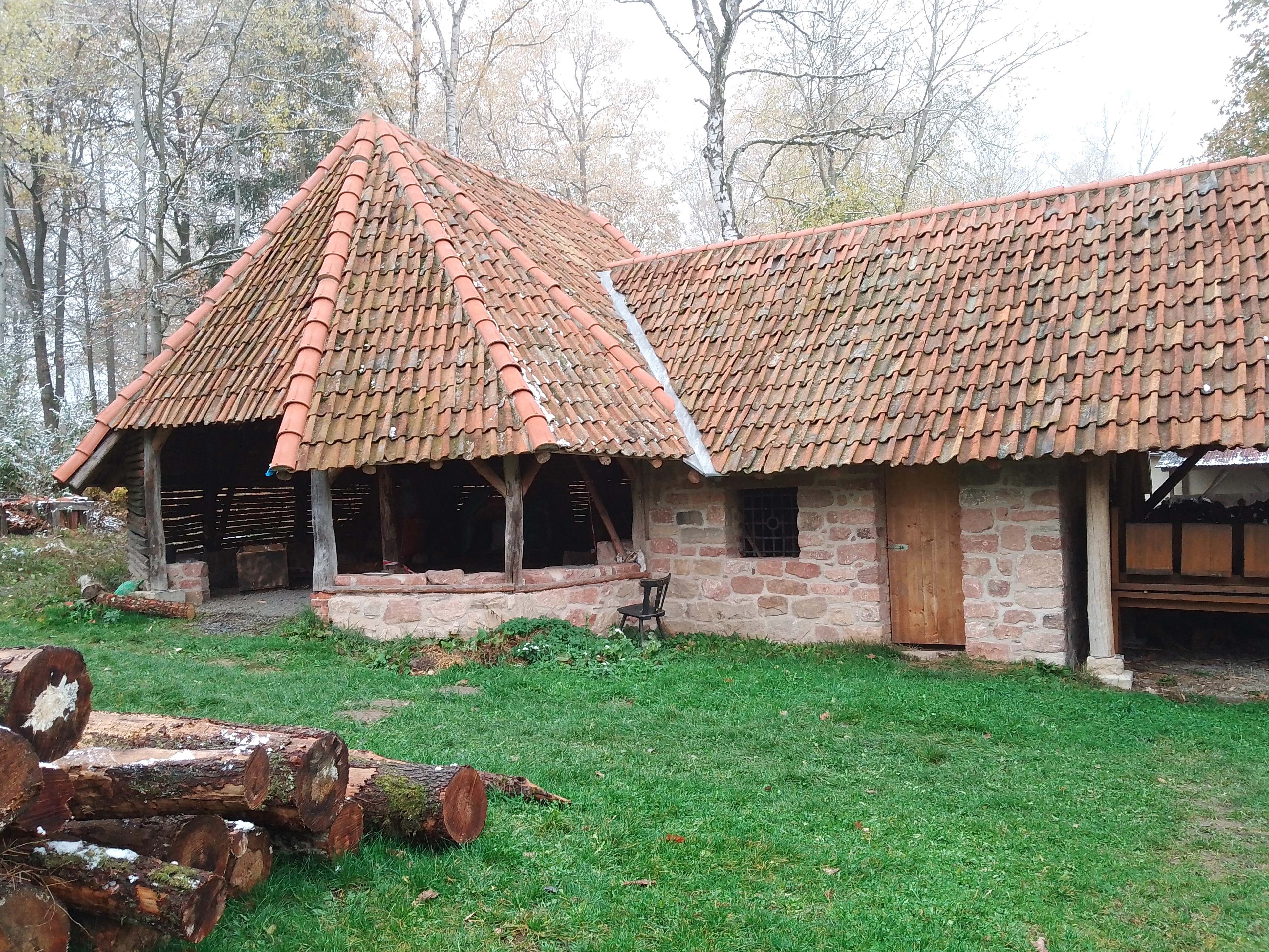
Holzschuppen mit Ausnehmung im Dach im November 2022

Der Bau wurde auf leicht abschüssigem Gelände aus zwei Teilen zusammengesetzt. Auf ovalem Grundriss entwickelt sich im Westen das ehemalige Holzlager. Im Osten wurde rechteckig der Hühnerstall und der Unterstand für Anhänger und Handwagen errichtet. Der Sockel und die Außenwände des Hühnerstalls wurden als Sichtmauerwerk in örtlichem Sandstein ausgeführt. Die Wände des Holzschuppens bestehen teilweise aus Holz und Stein. Die Konstruktionen sind luftdurchlässig. Das Dachtragwerk und die Holzstützen wurden aus Rundholz errichtet. Die zweitverwendete Dacheindeckung besteht aus Dachziegeln. Auf die Verwendung von Regenrinnen wurde verzichtet.
Das Gebäude ist ein Kulturdenkmal gemäß § 2.1 Hessisches Denkmalschutzgesetz innerhalb der Gesamtanlage Loheland gemäß § 2.2.1 Hessischen Denkmalschutzgesetz.